# Tuyến Nikkō
Tuyến Nikkō (日光線 Nikkō-sen) là một tuyến đường sắt được điều hành bởi Công ty Đường sắt Đông Nhật Bản (JR East), kết nối ga Utsunomiya với ga Nikkō.